# Emilia Wallensköld
Emilia Charlotta Wallensköld, född 3 december 1830 i Syvälaks, Finland, död 31 maj 1895 i Helsingfors, var en finländsk målare. 
Hon var dotter till hovrådet friherre Johan Fredrik Boije af Gennäs och Augusta Kristina och gift med senatorn Adolf Waldemar Wallensköld. Hon medverkade i utställningar i Finland från mitten av 1870-talet. Wallensköld vistades långa perioder på Marstrand där hon bland annat målade det stormande havet som piskade mot kusten. Hennes konst består av porträtt och landskapsskildringar.